# Jason Derulo
Jason Derulo (dawniej Derülo), właśc. Jason Joel Desrouleaux (ur. 21 września 1989 w Miramar) – amerykański piosenkarz, raper, producent muzyczny, tancerz, choreograf, autor tekstów piosenek i aktor pochodzenia haitańskiego.
Od początku solowej kariery w 2009 r. sprzedał na całym świecie ponad 30 mln singli i ma na koncie 11 platynowych singli.

## Życiorys

### Wczesne lata
Rozpoczął występować w wieku pięciu lat, a trzy lata później napisał swoją pierwszą piosenkę, „Crush on You”. W młodości interesował się operą, teatrem i baletem. Ukończył Dillard High School for the Performing Arts w Fort Lauderdale na Florydzie, a naukę kontynuował w nowojorskiej The American Musical and Dramatic Academy.

### 2006-2010: Początki

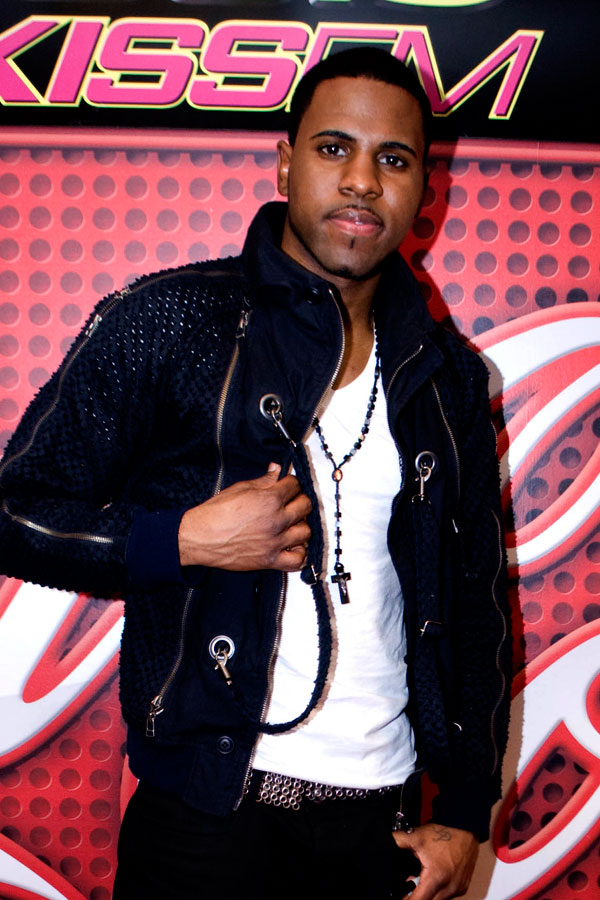
Jason Derulo (2010)

W wieku 12 lat poznał swojego menedżera. Początkowo pisał teksty dla artystów, takich jak: Diddy, Lil Wayne, Danity Kane, Sean Kingston, Cassie, Lil’ Mama i Iyaz. Gdy miał 16 lat postanowił rozpocząć karierę solową. W międzyczasie występował również w sztukach teatralnych, w tym Ragtime i Smokey Joe’s Cafe. Derulo wygrał główną nagrodę w finałowym odcinku jednej z edycji Showtime at the Apollo. Derulo został odkryty przez producenta muzycznego J.R. Rotema, dzięki któremu podpisał kontrakt z wytwórniami Beluga Heights Records i Warner Bros. Records.
4 sierpnia 2009 wydał swój debiutancki singiel „Whatcha Say”. Utwór w dużym stopniu przypomina piosenkę Imogen Heap „Hide and Seek”. Pod koniec sierpnia 2009 piosenka zadebiutowała na 54. miejscu listy Billboard Hot 100 i trafiła na szczyt zestawienia w listopadzie 2009. To był pierwszy i jedyny hit Derulo. Teledysk do singla został wydany we wrześniu 200; po sukcesie singla Derulo rozpoczął pracę nad swoim debiutanckim albumem. Drugi singiel ze swojego albumu, „In My Head”, wydał 8 grudnia 2009. Zadebiutował na 63. miejscu listy Billboard Hot 100 i osiągnął 5. miejsce.
Debiutancki album, zatytułowany po prostu Jason Derülo, został wydany 2 marca 2010. Derulo po raz pierwszy znalazł się na pierwszej dziesiątce brytyjskich i irlandzkich list przebojów na początku marca 2010.
Derulo pojawił się także w piosence Willa Rousha zatytułowanej „Turn it Up”, w której występują także Stat Quo i Young Buck. Współpracował także z brytyjską piosenkarką Pixie Lott nad piosenką zatytułowaną „Coming Home”.

### 2011–2012:Historia przyszłościi inne przedsięwzięcia

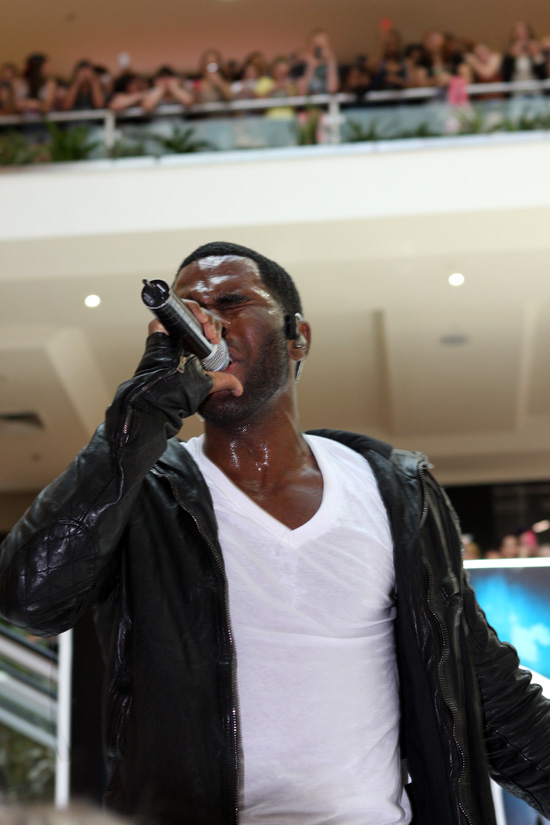
Derulo podczas występu w 2011 roku.

W 2011 roku nagrał utwór z Demi Lovato zatytułowany „Together” do swojego albumu Unbroken. Jego drugi album studyjny, Future History, został wydany 27 września 2011 roku. Derulo szczegółowo opisał swoją podróż, nagrywając album za pośrednictwem serii odcinków internetowych opublikowanych na jego oficjalnej stronie internetowej. Jej główny singiel „Don’t Wanna Go Home” został wydany 20 maja 2011. Wylądował na pierwszym miejscu w Wielkiej Brytanii i pierwszej piątce w Australii. Derulo planował wyruszyć w ośmiodniową trasę koncertową po Wielkiej Brytanii w celu wsparcia albumu w lutym 2012, w tym koncert na Wembley Arena 1 marca. Jednak 3 stycznia 2012 r., Kiedy Derulo przygotowywał się do swojej trasy Future History Tour, złamał jeden z kręgów. W rezultacie odwołał wszystkie swoje trasy koncertowe.
28 marca 2012 pojawił się w American Idol, aby ogłosić, że pozwoli fanom pomóc mu dokończyć tekst do nowej piosenki zatytułowanej „Undefeated”, w ramach współpracy z American Idol i Coca-Cola. Fani mieli możliwość nadsyłania własnych tekstów, aby ukończyć piosenkę, a następnie zagłosowania na to, który tekst im się najbardziej spodobał. 5 maja 2012 ogłosił, że jego pierwszy występ telewizyjny po kontuzji szyi będzie w finale jedenastego sezonu American Idol, 22 maja 2012. W sierpniu 2012 roku Derulo został mistrzem tańca wraz z Kelly Rowland podczas pierwszego sezonu australijskiego pokazu talentów tanecznych Everybody Dance Now. Program został odwołany wkrótce po wyemitowaniu czwartego odcinka z powodu słabych ocen.

### 2013–2014:TattoosorazTalk Dirty

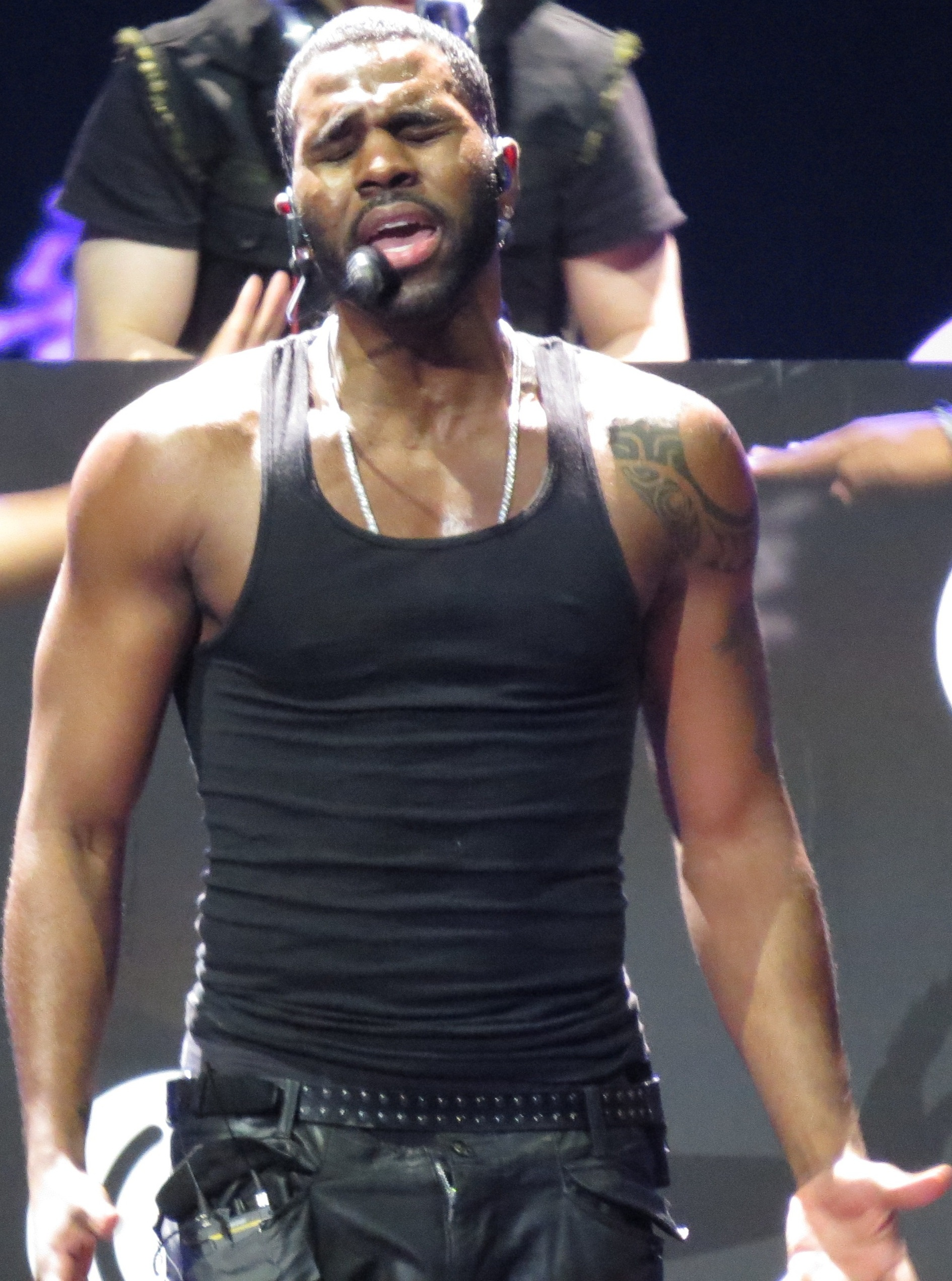
Jason Derulo podczas koncertu w 2013 roku.

16 kwietnia 2013 wydał do radia swój singiel „The Other Side”. 4 lipca 2013 „The Other Side” osiągnął 18 miejsce na liście Billboard Hot 100. Derulo ogłosił na Twitterze, że jego trzeci album będzie nosił tytuł Tattoos. Album został wydany 24 września 2013. Drugi singiel albumu, „Talk Dirty”, został wydany na całym świecie 27 lipca 2013 roku (cyfrowo). „Talk Dirty” zajął trzecie miejsce na liście Billboard Hot 100.
„Marry Me” miał swoją premierę radiową w USA na antenie z Ryanem Seacrestem 26 sierpnia 2013. Planowano, że zostanie wydany dla wszystkich sprzedawców cyfrowych jako drugi i trzeci singiel na rynku amerykańskim tego samego dnia.
18 marca 2014 roku ogłosił, że wyda album z 4 nowo nagranymi piosenkami i 7 z Tattoos jako album w USA i że będzie miał inną oprawę graficzną i zostanie ponownie zatytułowany Talk Dirty. Talk Dirty został wydany 15 kwietnia 2014 roku. Tego samego dnia Jason Derulo wydał specjalne wydanie Tattoos w Wielkiej Brytanii, które zawierało 4 nowe piosenki z albumu Talk Dirty.

### 2015–2016:Everything Is 4
22 stycznia 2015 Dick Clark Productions ogłosił, że Derulo będzie sędzią w nadchodzącym 12. sezonie So You Think You Can Dance, wraz z nową sędzią Paulą Abdul i powracającym sędzią Nigelem Lythgoe. „Jestem naprawdę podekscytowany i z niecierpliwością czekam na dołączenie do obsady So You Think You Can Dance” – powiedział Derulo. „To jeden z najbardziej szanowanych i najdłużej trwających programów w telewizji sieciowej i mam nadzieję, że będę częścią nowego wzrostu i dalszego sukcesu”.
9 marca Derulo wydał pierwszy singiel ze swojego nadchodzącego czwartego albumu studyjnego Everything Is 4, zatytułowany „Want to Want Me”. „Want To Want Me” stał się najczęściej dodawanym utworem w historii Top 40 radia: został dodany do 156 monitorowanych stacji pop, co czyni go największą jak dotąd premierą w Top 40 w USA. Zadebiutował na piątym miejscu na liście Billboard Hot 100 i znalazł się na szczycie UK Singles Chart. Teledysk do jego drugiego singla, „Cheyenne”, został wydany 30 czerwca 2015 roku.
29 czerwca ogłosił wydanie swojego pierwszego albumu z największymi hitami, zatytułowanego Platinum Hits. Platinum Hits został wydany 29 lipca 2016 z zupełnie nową piosenką o nazwie „Kiss the Sky”. Album zawiera 11 singli z certyfikatem platyny.
28 września 2016 wystąpił gościnnie w jednym z odcinków dramatu Foxa Lethal Weapon.

### od 2017:2Sides,Catsi odejście od Warner Music

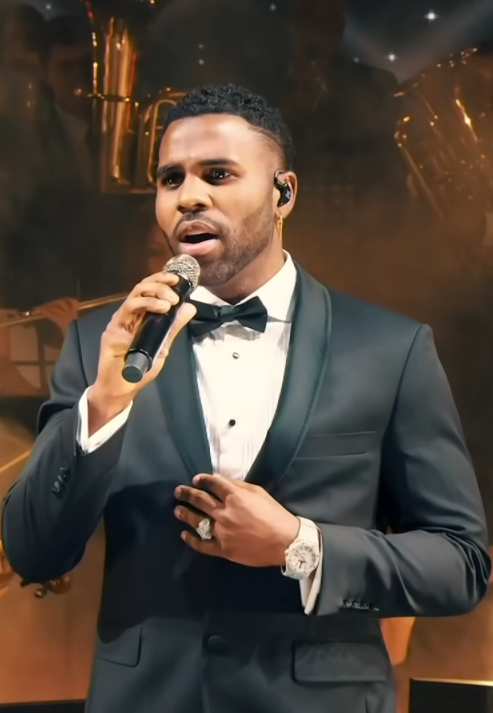
Jason Derulo (2018)

24 lutego 2017 wydał nowy singiel zatytułowany „Swalla” z Nicki Minaj i Ty Dolla Sign. Na Billboard Music Awards 2017 21 maja Derulo ogłosił, że jego następny album studyjny będzie nosił tytuł 777. Album został później przemianowany na 2Sides. Derulo wyjaśnia powód, dla którego zmienił nazwę albumu, mówiąc:

777 był etapem w moim życiu, a zrobienie tego albumu zajęło dużo czasu, ale ta nazwa, 2Sides, jest bardziej przejmująca na to, gdzie myślę, że teraz jestem w moim życiu i co wydaje mi się, że album emanuje - światło i ciemna strona tego, kim jestem - album jest tego przykładem na dwa sposoby. Ludzie nigdy nie widzieli miejskiej strony tego, co robię, więc zobaczą tę stronę po raz pierwszy. To album, który ma tak wiele różnych twarzy, więc 2Sides był bardziej odpowiednim tytułem.

„Goodbye”, powstały we współpracy z Davidem Guettą, z udziałem Nicki Minaj i Willy’ego Williama, został wydany 24 sierpnia 2018. W 2019 roku Derulo wydał single „Let’s Shut Up & Dance” z Lay Zhang i NCT 127 22 lutego, „Mamacita” z udziałem Farruko, 5 lipca i „Too Hot” 27 sierpnia.
Side 1, pierwsza część 2Sides, została wydana 8 listopada 2019 roku; część 2 pojawi się w 2020 roku. Derulo występuje jako Rum Tum Tugger w filmie Koty, którego premiera miała miejsce 20 grudnia 2019 roku. Zagra także jako frontman Isley Brothers Ron Isley w nadchodzącym filmie biograficznym Spinning Gold.
W maju 2020 roku Derulo potwierdził, że po długich negocjacjach odszedł z kontraktu płytowego z Warner Bros. Records z powodu twórczych różnic. Opuszczając wytwórnię, Derulo również anulował wydanie 2Sides (Side 2), ale potwierdził, że nowa muzyka pojawi się później w 2020 roku. W czerwcu 2020 roku Derulo wywołał kontrowersje po tym, jak wydał piosenkę zatytułowaną „Savage Love”. Piosenka zadebiutowała na pierwszym miejscu w Wielkiej Brytanii, stając się piątym numerem jeden Derulo w kraju i pierwszym singlem Jawsh 685, który zajął pierwsze miejsce.

## Życie prywatne
Derulo i piosenkarka Jordin Sparks spotykali się przez trzy lata, zanim zakończyli związek we wrześniu 2014 roku. Aktualnie spotyka się z modelką Jeną Frumes i niedawno powitali na świecie swojego pierwszego syna.

## Dyskografia

### Albumy studyjne
| Tytuł                | Informacje                                                                                                   | Najwyższe pozycje na listach | Najwyższe pozycje na listach | Najwyższe pozycje na listach | Najwyższe pozycje na listach | Najwyższe pozycje na listach | Najwyższe pozycje na listach | Najwyższe pozycje na listach | Najwyższe pozycje na listach | Najwyższe pozycje na listach | Najwyższe pozycje na listach | Statusy                                            |
| Tytuł                | Informacje                                                                                                   | US                           | AUS                          | AUT                          | CAN                          | GER                          | IRL                          | NLD                          | NZ                           | SWI                          | UK                           | Statusy                                            |
| -------------------- | --- | ---------------------------- | ---------------------------- | ---------------------------- | ---------------------------- | ---------------------------- | ---------------------------- | ---------------------------- | ---------------------------- | ---------------------------- | ---------------------------- | -------------------------------------------------- |
| Jason Derülo         | - Wydany: 2 marca 2010 - Wytwórnia: Beluga Heights, TM3 Records, Warner Bros. - Format: CD, digital download | 11                           | 4                            | 23                           | 9                            | 49                           | 10                           | 30                           | 5                            | 13                           | 8                            | - AUS: Złoto - CAN: Złoto - IRL: Złoto - UK: Złoto |
| Future History       | - Wydany: 16 września 2011 - Wytwórnia: Beluga Heights, Warner Bros. - Format: CD, digital download          | 29                           | 9                            | 38                           | 54                           | 32                           | 18                           | 62                           | 6                            | 20                           | 7                            | - AUS: Złoto - UK: Złoto                           |
| Tattoos / Talk Dirty | - Wydany: 23 września 2013 - Wytwórnia: Warner Bros. - Format: CD, digital download                          | 4                            | 5                            | 29                           | –                            | 25                           | 14                           | 46                           | 10                           | 13                           | 5                            | - AUS: Złoto - UK: Złoto                           |
| Everything Is 4      | - Wydany: 2015 - Wytwórnia: Beluga Heights Records, Warner Bros. Records - Format: CD, digital download      |                              |                              |                              |                              |                              |                              |                              |                              |                              |                              | - POL: Złoto                                       |

### Single
| Tytuł                                       | Rok  | Najwyższe pozycje na listach | Najwyższe pozycje na listach | Najwyższe pozycje na listach | Najwyższe pozycje na listach | Najwyższe pozycje na listach | Najwyższe pozycje na listach | Najwyższe pozycje na listach | Najwyższe pozycje na listach | Najwyższe pozycje na listach | Najwyższe pozycje na listach | Najwyższe pozycje na listach | Statusy                                                                            | Album                            |
| Tytuł                                       | Rok  | POL                          | US                           | AUS                          | AUT                          | CAN                          | GER                          | IRL                          | NLD                          | NZ                           | SWI                          | UK                           | Statusy                                                                            | Album                            |
| ------------------------------------------- | ---- | ---------------------------- | ---------------------------- | ---------------------------- | ---------------------------- | ---------------------------- | ---------------------------- | ---------------------------- | ---------------------------- | ---------------------------- | ---------------------------- | ---------------------------- | ---------------------------------------------------------------------------------- | -------------------------------- |
| „Whatcha Say”                               | 2009 | –                            | 1                            | 5                            | 9                            | 3                            | 7                            | 5                            | 12                           | 1                            | 5                            | 3                            | - AUS: 4× platyna - CAN: 2× platyna - NZL: 2× platyna - UK: złoto - US: 4× platyna | Jason Derülo                     |
| „In My Head”                                | 2009 | 1                            | 5                            | 1                            | 15                           | 2                            | 9                            | 3                            | –                            | 2                            | 20                           | 1                            | - AUS: 7× Platyna - CAN: 2× Platyna - GER: Złoto - UK: złoto - US: 4× platyna      | Jason Derülo                     |
| „Ridin’ Solo”                               | 2010 | –                            | 9                            | 4                            | 36                           | 19                           | 24                           | 4                            | 15                           | 12                           | 45                           | 2                            | - AUS: 3× platyna - CAN: platyna - NZL: złoto - UK: złoto - US: 3× platyna         | Jason Derülo                     |
| „What If”                                   | 2010 | –                            | 76                           | 32                           | 35                           | –                            | 48                           | 16                           | 18                           | 27                           | –                            | 12                           |                                                                                    | Jason Derülo                     |
| „The Sky’s the Limit”                       | 2010 | –                            | –                            | 22                           | –                            | –                            | –                            | –                            | –                            | 31                           | –                            | 68                           |                                                                                    | Jason Derülo                     |
| „Don’t Wanna Go Home”                       | 2011 | –                            | 14                           | 5                            | 8                            | 8                            | 11                           | 8                            | 12                           | 17                           | 18                           | 1                            | - AUS: 5× platyna - CAN: platyna - GER: złoto - US: złoto                          | Future History                   |
| „It Girl”                                   | 2011 | –                            | 17                           | 3                            | 34                           | 34                           | 23                           | 3                            | 19                           | 3                            | 30                           | 4                            | - AUS: 6× platyna - NZL: złoto - US: platyna                                       | Future History                   |
| „Breathing”                                 | 2011 | –                            | –                            | –                            | 8                            | –                            | 5                            | 19                           | 28                           | 28                           | 7                            | 25                           | - AUS: 2× platyna - GER: złoto - SWI: złoto                                        | Future History                   |
| „Fight for You”                             | 2011 | –                            | 83                           | 5                            | –                            | –                            | –                            | 28                           | –                            | –                            | –                            | 15                           | - AUS: 2× platyna                                                                  | Future History                   |
| „Undefeated”                                | 2012 | –                            | 90                           | 14                           | –                            | –                            | –                            | –                            | 35                           | –                            | 26                           | –                            | - AUS: złoto                                                                       | Future History: Platinum Edition |
| „Talk Dirty” (feat. 2 Chainz)               |      | 11                           | 3                            | 1                            | 4                            | 8                            | 1                            | 2                            | 5                            | 2                            | 4                            | 1                            | - AUS: 4× platyna - UK: złoto - NZL: platyna                                       |                                  |
| „The Other Side”                            | 2013 | –                            | 18                           | 4                            | 30                           | 5                            | 35                           | 4                            | 30                           | 12                           | 19                           | 1                            | - AUS: 2× platyna - NZL: złoto - US: złoto                                         | Tattoos                          |
| „Marry Me”                                  | 2013 | –                            | 26                           | 8                            | 27                           | 37                           | 57                           | –                            | –                            | 14                           | –                            | 52                           |                                                                                    | Tattoos                          |
| „Trumpets”                                  | 2013 | –                            | –                            | 1                            | 33                           | –                            | 30                           | 5                            | 6                            | 3                            | –                            | 4                            |                                                                                    | Tattoos                          |
| „Stupid Love”                               | 2014 | –                            | –                            | 17                           | –                            | –                            | –                            | 95                           | –                            | –                            | –                            | 54                           |                                                                                    | Tattoos                          |
| „Wiggle” (feat. Snoop Dogg)                 | 2014 | –                            | –                            | 3                            | –                            | –                            | 5                            | –                            | –                            | 23                           | –                            | –                            |                                                                                    | Talk Dirty                       |
| „Get Ugly”                                  | 2015 |                              |                              |                              |                              |                              |                              |                              |                              |                              |                              |                              | - POL: złoto                                                                       | Everything Is 4                  |
| „Want to Want Me”                           | 2015 |                              |                              |                              |                              |                              |                              |                              |                              |                              |                              |                              | - POL: platyna                                                                     | Everything Is 4                  |
| „Swalla” (gośc. Nicki Minaj, Ty Dolla Sign) | 2017 |                              |                              |                              |                              |                              |                              |                              |                              |                              |                              |                              | - POL: 2x platyna                                                                  |                                  |
| „Goodbye” oraz David Guetta                 | 2018 |                              |                              |                              |                              |                              |                              |                              |                              |                              |                              |                              | - POL: złoto                                                                       | 7                                |
| „Take You Dancing”                          | 2020 |                              |                              |                              |                              |                              |                              |                              |                              |                              |                              |                              | - POL: 3x platyna                                                                  |                                  |
| „Acapulco”                                  | 2021 |                              |                              |                              |                              |                              |                              |                              |                              |                              |                              |                              | - POL: platyna                                                                     |                                  |
| „Jalebi Baby” oraz Tesher                   | 2021 |                              |                              |                              |                              |                              |                              |                              |                              |                              |                              |                              | - POL: 2x platyna                                                                  |                                  |

### Autor tekstów
- Birdman – „Bossy”
- Cassie – „My House” i „She Can’t Love You”
- Donnie Klang – „Dr. Love”, „Rain” i „Spank Me”
  - Iyaz – „Replay”
- Pitbull – „My Life”
- Pleasure P – „First Come” i „First Serve”
- Stat Quo – „Danger”